# Orange County Register
Orange County Register — платна щоденна газета, яка видається в Анагаймі, Каліфорнія. Orange County Register належить газетному видавництву Digital First Media.  
Американська медіа-група Freedom Communications володіла газетою з 1935 по 2016 рік.

## Історія
Orange County Register була заснована в 1905 році і мала назву Santa Ana Daily Register. У 1906 році Santa Ana Daily Register була продана Дж. П. Баумгартнеру, в 1927 році - Дж. Френку Берку. У 1935 році її купив американський видавець Реймонд Сайрус Хойлз. Після нападу Японії на Перл-Гарбор Хойлз був одним із небагатьох видавців газет у країні, які виступили проти примусового переселення японців та американців японського походження до таборів якнайдалі від західного узбережжя. Хойлз реорганізував свої активи в Freedom Newspapers, Inc. У 1950 році назву було змінено на Freedom Communications. У 1952 році газета виключила назву «Santa Ana».
У 1956 році газета була прихильником гучної кампанії антикомуністів проти Закону про психічне здоров’я Аляски, стверджуючи, що це була частина комуністичної змови щодо створення концентраційних таборів на Алясці. 
У 1959 році почав виходити ранковий номер газети. З 1970 по 1979 роки сини Хойлза, Кларенс і Гаррі, були співвидавцями, потім на цю посаду був призначений Девід Треші, зять Кларенса.

Логотип

### 1980-ті роки
Зіткнувшись із агресивним тиском на округ з боку газети Los Angeles Times під керівництвом тодішнього видавця Отіса Чендлера, Девід Треші призначив 30-річного Крістіана Андерсона III на посаду редактора. У 1981 році газета почала виходити кольоровою. У 1985 році газета отримала назву The Orange County Register. У тому ж році вона отримала свою першу Пулітцерівську премію за фоторепортаж літніх Олімпійських ігор 1984 року в Лос-Анджелесі. У 1989 році отримала додаткову Пулітцерівську премію за репортажі Едварда Х’юмса про проблеми військових США з приладами нічного бачення, а в 1996 році — за журналістське розслідування в клініках лікування безпліддя лікаря Рікардо Аша.

### 1990-ті роки
У 1990 році газета запустила 24-годинний канал новин OCN. Він був закритий у 2001 році.
У 1992 році The Orange County Register запустила іспаномовний тижневик Excélsior. У 2010 році тираж Excélsior становив 51 000 екз. Тижневик охоплює зростаючу іспаномовну спільноту округу Оріндж, яка зараз налічує понад мільйон осіб. Хуліо Саенц — редактор і генеральний директор видання. У 1999 році Девід Треші став головою правління Freedom Communications, а Крістіан Андерсон III обійняв посаду видавця та головного виконавчого директора.

### 2000-ті роки
Кен Брусік був призначений віце-президентом з питань контенту та виконавчим редактором у квітні 2002 року. Через сімейні проблеми у 2003 році контрольний пакет акцій Freedom Communications був проданий інвестиційним компаніям Blackstone Group та Providence Equity Partners. Завдяки домовленостям з акціонерами, нащадки родини Хойлз зберегли контроль над правлінням. У 2006 було започатковано щоденну газету  OC Post - таблоїд зі скороченими версіями історій Register, а також новинами від інформаційного агентства Associated Press. У грудні 2006 року у газеті відбулося перше значне скорочення персоналу, коли 40 співробітників редакції викупили акції. До квітня 2007 року The Orange County Register знову скоротив персонал, щоб допомогти зберегти прибуток акціонерів, який у попередні п'ять років становив у середньому понад 20 відсотків на рік. З моменту запуску OC Post у 2006 році The Orange County Register скоротив редакційний штат на 10 відсотків, скасував 3-відсоткові відпускні премії і відклав підвищення зарплати персоналу.  У вересні 2007 року Террі Хорн замінив Крістіана Андерсона III на посаді видавця.
У червні 2008 року деякі ЗМІ, такі як KTLA, The Los Angeles Times і Fox News повідомили, що The Orange County Register верстку та редагування почали проводити в Індії, це дало змогу зекономити кошти. Навесні 2009 року медіа-група Freedom Communications почала відправляти у вимушені відпустки всіх співробітників по всій країні, після чого з липня 2009 року послідувало постійне скорочення заробітної плати на 5%. За даними інформагентств у серпні 2009 року Freedom Communications планувала подати заяву про банкрутство та віддати контроль над своїми публікаціями кредиторам. У вересні 2009 року колонка спортивного оглядача Марка Вікера викликала суперечки. У колонці Вікер писав про різні спортивні події, що відбулися за попередні 18 років, і про те, як їх пропустила Джейсі Дугард - дівчина, яку викрали, зґвалтували та змусили народити дітей від гвалтівника. Вікер закінчив свою колонку рядком "Джейсі, ти покинула двір". Колонка викликала широку критику і була висміяна в таких блогах як Deadspin - де її назвали  «найгіршим журналістським твором, будь-коли опублікованим на цій сторінці», і The Huffington Post.

### 2010-ті роки
25 липня 2012 року The Orange County Register була придбана інвестиційною компанією 2100 Trust LLC. У грудні The Orange County Register змінила свій логотип і бренд, відкинувши «The» і ставши Orange County Register. У жовтні 2013 року колишні власники Freedom Communications подали позов проти Аарона Кушнера, керівника 2100 Trust LLC, вимагаючи від компанії Кушнера сплатити понад 17 мільйонів доларів, що залишилися від продажу.
Freedom Communications розпочала випуск видань Los Angeles Register та The Long Beach Register. Los Angeles Register почала виходити 16 квітня 2014 року, а вже через п’ять місяців припинила свою діяльність. У червні 2014 року The Long Beach Register стала виходити лише в неділю і припинила виходити вже в грудні 2014 року. У жовтні Los Angeles Times подала до суду на Register за несплату більше 2 мільйонів доларів Times за послуги доставки для нині неіснуючих газет Los Angeles Register та The Long Beach Register. 10 березня 2015 року Аарон Кушнер і його партнер Ерік Шпіц залишили керівні посади у газеті та Freedom Communications Inc. Ходили чутки, що компанія готується до потенційного продажу. Видавець Річ Мірман, колишній керівник казино в Лас-Вегасі, який інвестував у Freedom, був призначений новим президентом і головним виконавчим директором. 12 лютого 2016 року Freedom Communications оголосила, що газета Orange County Register виставлена на аукціон. Учасниками торгів були видавництва Digital First Media і Tribune Publishing. Аукціон розпочався 21 березня і завершився 31 березня 2016 року. Міністерство юстиції США заблокувало продаж Freedom Communications компанії Tribune Publishing, оскільки це створило б монополію газети в округах Оріндж і Ріверсайд. 21 березня 2016 р. Digital First Media придбала Orange County Register. У 2017 році тираж Orange County Register знизився і становив  80 000 екз. у будні та 180 000 екз. у неділю.

## Позиції редакції
Orange County Register  була відомою своєю лібертаріанською редакційною сторінкою. Загалом вона підтримувала вільні ринки та соціальні свободи. Іноді газета підтримувала політиків і позиції республіканців, це була найбільша газета в країні, яка з самого початку виступала проти війни в Іраку і виступала проти законів, що регулюють такі питання, як проституція та вживання наркотиків. Це була одна з небагатьох газет, які виступали проти інтернування японців і американців японського походження під час Другої світової війни. Вона також виступала проти конституційної поправки,  яка пропонувала заборону одностатевих шлюбів. Після придбання Freedom Communications компанією Digital First Media редакційна сторінка Orange County Register  була об'єднана зі сторінкою Los Angeles Daily News та сторінками інших газет Digital First Media в регіоні, щоб сформувати єдину редакційну раду.

## Онлайн-контент
1 квітня 2013 року Orange County Register почав надавати свій онлайн-контент через систему Paywall. У жовтні 2015 року доступ до онлайн-контенту став безкоштовним.  В В травні 2018 року платний доступ був відновлений.